# Magyar Mozgókép Díj a legjobb játékfilmnek
A Magyar Mozgókép Díj a legjobb játékfilmnek (korábban Magyar Filmdíj) elismerés a 2014-ben alapított Magyar Filmdíjak egyike, amelyet a Magyar Filmakadémia (MFA) tagjainak szavazata alapján ítélnek oda egy-egy év magyar filmtermése legjobbnak ítélt játékfilmjének.
A díjra történő jelölés nem automatikus; csak azok a nagyjátékfilmek versenyezhetnek, amelyeket előzetesen e kategóriába beneveztek. Nevezni az előző év január 1. és december 31. között moziforgalmazásba került vagy kerülő (forgalmazói szándéknyilatkozattal rendelkező), illetve televíziós csatorna műsorára tűzött, vagy nemzetközi filmfesztiválon versenyben vagy versenyen kívül szerepelt nagyjátékfilmet lehet. A nevezés és regisztráció határideje: január 15.
A Magyar Filmakadémia tagjai január 1-je és 31-e között szekciónként megnézik a benevezett filmeket és szekciónként titkos szavazással választanak ki öt nagyjátékfilmet, amelyek felkerülnek a jelöltek listájára.
A versenyprogramba került filmek nyilvános bejelentése február 1-jén történik. A jelölt alkotásokat felveszik a filmhét programjába és levetítik a nagyközönség illetve a filmes szakma részére.
A díjra érdemesnek tartott alkotást az Akadémia tagjai e szűkített listáról választják ki egy újabb titkos szavazás során.
Az ünnepélyes díjátadóra Budapesten, a Magyar Filmhetet lezáró gálán kerül sor minden év március elején.
Az 1. Magyar Filmdíj kiosztásakor e kategória hivatalos megnevezése Magyar Filmdíj a legjobb játékfilmnek a volt.

## Díjak és jelölések
A nyertesek a táblázat első sorában, félkövérrel vannak jelölve.
| Év (Gála) | Díjazottak és jelöltek | Megjegyzés    |
| --------- | --- | ------------- |
| 2016 (1.) | - Liza, a rókatündér, producer: Major István (rendező: Ujj Mészáros Károly) - A nagy füzet, producer: Sándor Pál, Sőth Sándor (rendező: Szász János) - Anyám és más futóbolondok a családból, producer: Garami Gábor, Dettre Gábor, Nicole Gerhardt, Kalin Kalinov (rendező: Fekete Ibolya) - Isteni műszak, producer: Bodzsár István ( rendező: Bodzsár Márk) - VAN valami furcsa és megmagyarázhatatlan, producer: Berkes Júlia, Bosnyák Miklós, Petrányi Viktória (rendező: Reisz Gábor)                          | [ 4 ] [ * 1 ] |
| 2017 (2.) | - A martfűi rém, producer: Ferenczy Gábor, Tőzsér Attila (rendező: Sopsits Árpád) - Jutalomjáték, producer: Berger József, Steve Bowden, Charlotte Wontner (rendező: Edelényi János) - Hurok, producer: Hutlassa Tamás (rendező: Madarász Isti) - Tiszta szívvel, producer: Stalter Judit (rendező: Till Attila) - #Sohavégetnemérős, producer: Lévai Balázs (rendező: Tiszeker Dániel) | [ * 2 ]       |
| 2018 (3.) | - Testről és lélekről, producer: Mécs Mónika, Muhi András, Mesterházy Ernő (rendező: Enyedi Ildikó) - 1945, producer: Angelusz Iván, Reich Péter, Török Ferenc (rendező: Török Ferenc) - Aurora Borealis – Északi fény, producer: Major István, Gül Togay (rendező: Mészáros Márta) - A Viszkis, producer: Hutlassa Tamás, Hutlassa Barnabás (rendező: Antal Nimród) - Kincsem, producer: Hutlassa Tamás, Herendi Gábor (rendező: Herendi Gábor)                                                                     | [ * 3 ]       |
| 2019 (4.) | - Rossz versek, producer: Berkes Júlia, Estelle Robin You, Petrányi Viktória (rendező: Reisz Gábor) - BÚÉK, producer: Zákonyi S. Tamás, Geszti Péter, Ditz Edit (rendező: Goda Krisztina) - Egy nap, producer: Pataki Ági, Kenesei Edina (rendező: Szilágyi Zsófia) - Remélem legközelebb sikerül meghalnod :), producer: Pusztai Ferenc, Petrányi Viktória (rendező: Schwechtje Mihály) - X – A rendszerből törölve, producer: Muhi András, Ferenczy Gábor (rendező: Ujj Mészáros Károly)                           | [ * 4 ]       |
| 2020 (5.) | - Akik maradtak, producerek: Mécs Mónika, Mesterházy Ernő (rendező: Tóth Barnabás) - Apró mesék, producerek: Lajos Tamás, Köves Ábel (rendező: Szász Attila) - Drakulics elvtárs, producerek: Pék Csaba, Tőzsér Attila (rendező: Bodzsár Márk) - FOMO – Megosztod, és uralkodsz, producerek: Iványi Petra, Major István (rendező: Hartung Attila) - Valan – Az angyalok völgye, producer: Kántor László (rendező: Bagota Béla)                                                                                       | [ * 5 ]       |
| 2021      | - Hasadék, producerek: Reich Péter, Szántó Gábor (rendező: Krasznahorkai Balázs) - Felkészülés meghatározatlan ideig tartó együttlétre, producerek: Csernátonyi Dóra, Horvát Lili, Miskolczi Péter (rendező: Horvát Lili) - Toxikoma, producerek: Illés Gabriella, Herendi Gábor, Nagy Mónika (rendező: Herendi Gábor) - Hab, producerek: Harrer Katalin, Reich Péter, Angelusz Iván, Alexander van Dülmen, Claudia Nador (rendező: Lakos Nóra) - Így vagy tökéletes, producer: Lajos Tamás (rendező: Varsics Péter) | [ 5 ] [ * 6 ] |
| 2022      | - Külön falka, producerek: Berkes Júlia, Zachar Balázs (rendező: Kis Hajni) - A feleségem története, producer: Mécs Mónika (rendező: Enyedi Ildikó) - A játszma, producer: Lajos Tamás (rendező: Fazakas Péter) - Az unoka, producer: Zákonyi S. Tamás (rendező: Deák Kristóf) - Magyar Passió, producer: Hábermann Jenő (rendező: Eperjes Károly) | [ 6 ] [ * 7 ] |
| 2023      | - Blokád, producer: Lajos Tamás (rendező: Tősér Ádám) - Az almafa virága, producerek: György Lea és Sípos Anna (rendező: Szűcs Dóra) - Hat hét, producer: Romwalter Judit (rendező: Szakonyi Noémi Veronika) - Larry, producerek: Muhi András és Ferenczy Gábor (rendező: Bernáth Szilárd) - Magasságok és mélységek, producerek: Claudia Sumeghy és Topolánszky Tamás Yvan (rendező: Csoma Sándor) | [ 7 ] [ 8 ]   |
| 2024      | - Semmelweis, producerek: Lajos Tamás és Vida József (rendező: Koltai Lajos) - Hadik, producer: Nagy Endre (rendező: Szikora János) - Lefkovicsék gyászolnak, producerek: Ausztrics Andrea, Felszeghy Ádám és Kázmár Miklós (rendező: Breier Ádám) - Mesterjátszma, producerek: Szurmay János és Szabó Máté (rendező: Tóth Barnabás) - Valami madarak, producer: Dreissiger László (rendező: Hevér Dániel) | [ 9 ] [ 10 ]  |
| 2025      | - Hogyan tudnék élni nélküled?, producer: Kirády Attila (rendező: Orosz Dénes) - Futni mentem, producerek: Kárpáti György és Berta Balázs (rendező: Herendi Gábor) - Ma este gyilkolunk, producer: Lajos Tamás (rendező: Fazakas Péter) - Most vagy soha!, producerek: Fülöp Péter, Rákay Philip, Szente Vajk, Csincsi Zoltán és Kriskó László (rendező: Lóth Balázs) - Véletlenül írtam egy könyvet, producerek: Sümeghy Claudia, Lakos Nóra és Topolánszky Tamás Yvan (rendező: Lakos Nóra)                        | [ 11 ] [ 12 ] |